# Edos
Pour les articles homonymes, voir Edo et Bini.
Les Edos sont une population d'Afrique de l'Ouest vivant dans le Centre-Sud du Nigeria, en particulier dans l'État d'Edo.

## Ethnonymie
Selon les sources et le contexte, on rencontre de multiples formes : Addo, Benim, Benin, Bini, Binis, Do, Edos, Oviedo, Ovioba, Oviobo.

## Langue
Leur langue est l'édo, une langue bénoué-congolaise dont le nombre de locuteurs était estimé à 1 000 000 en 1999.

## Histoire
Les Edos font partie des descendants du royaume du Bénin.

## Population
L'estimation de leur nombre total varie selon les sources : 1 000 000, ou bien davantage selon d'autres.
Les Edos sont fortement christianisés.

## Culture
L'art edo comporte de nombreux objets en alliages de cuivre ainsi que des bronzes, créés entre les XVIe siècle et XVIIIe siècle.

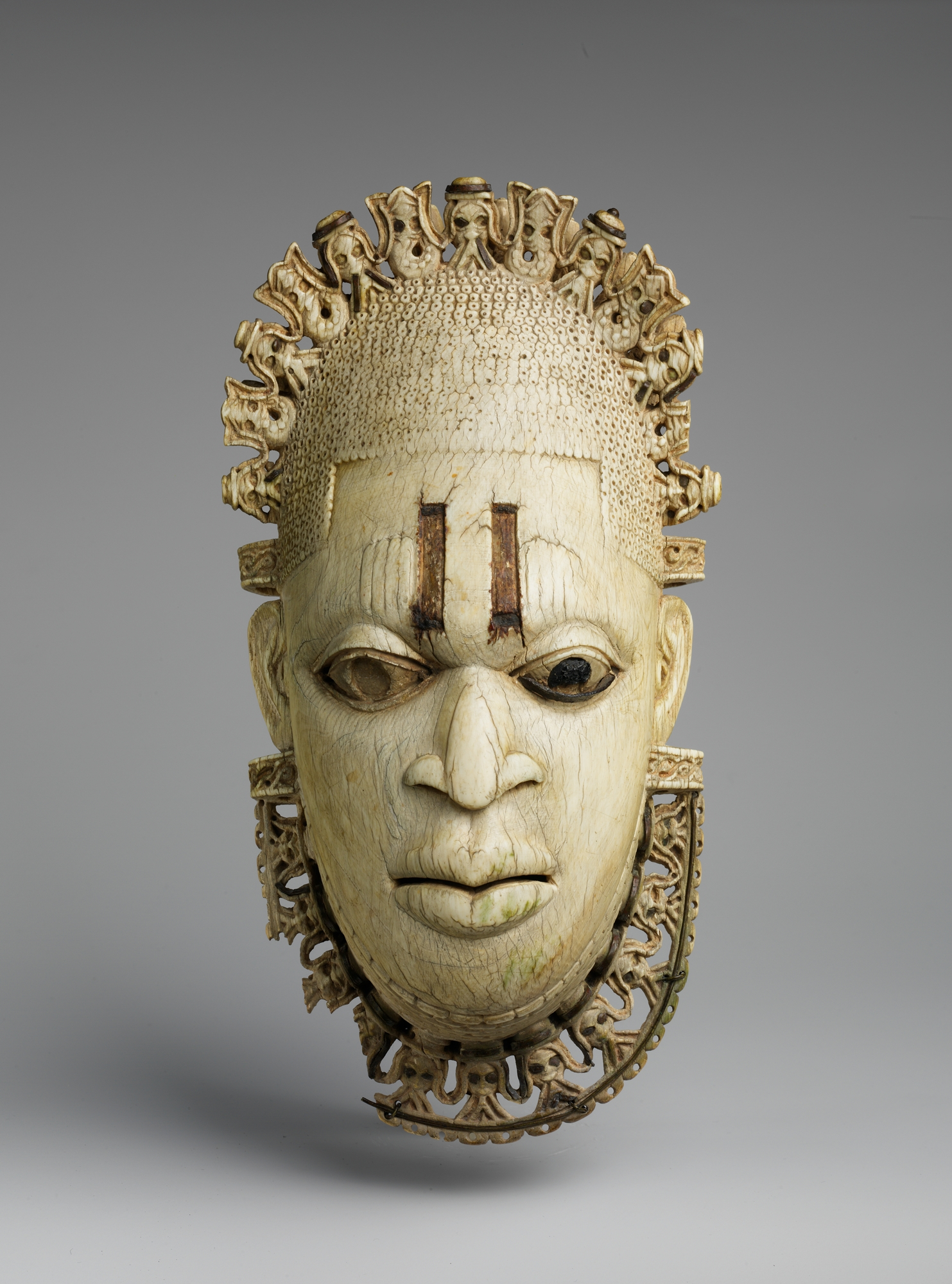
Masque (XVIe siècle).
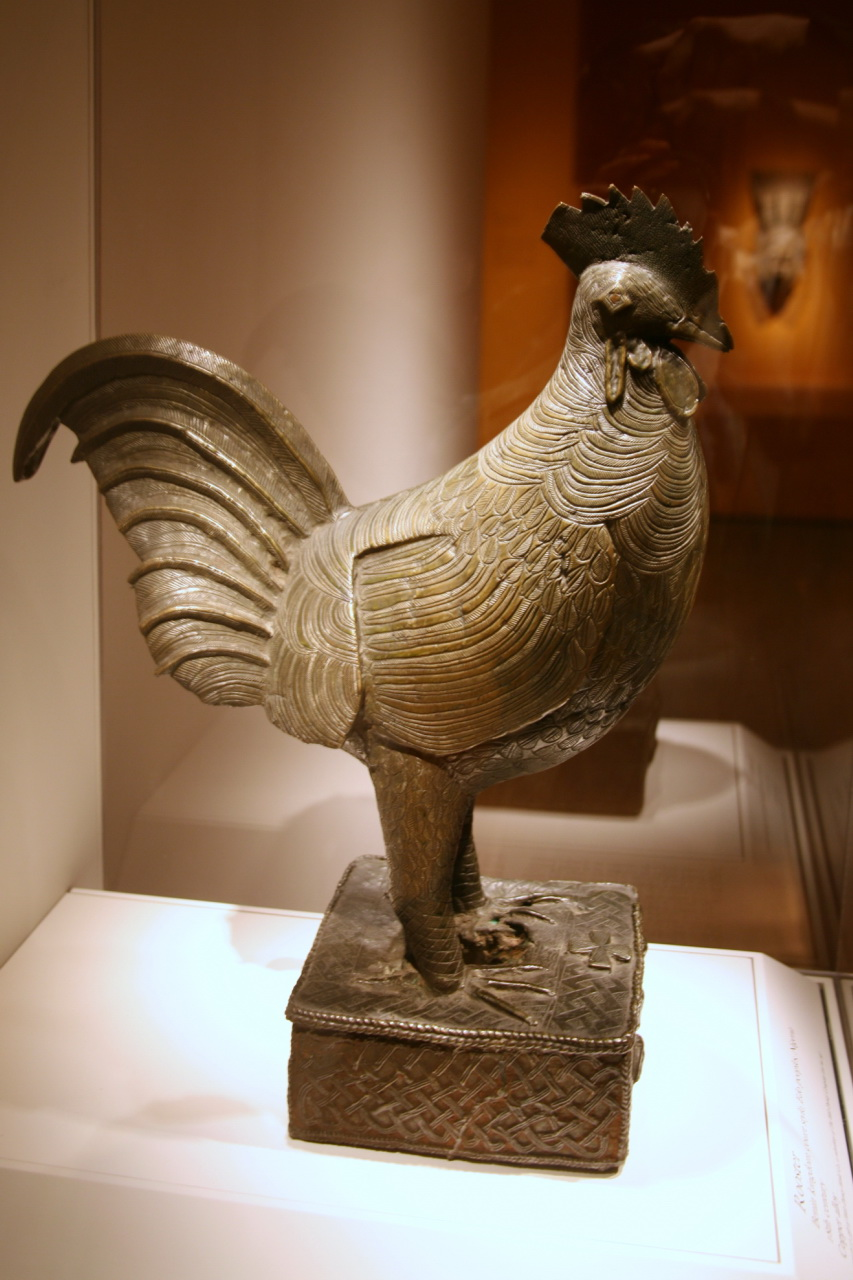
Coq (XVIIIe siècle).
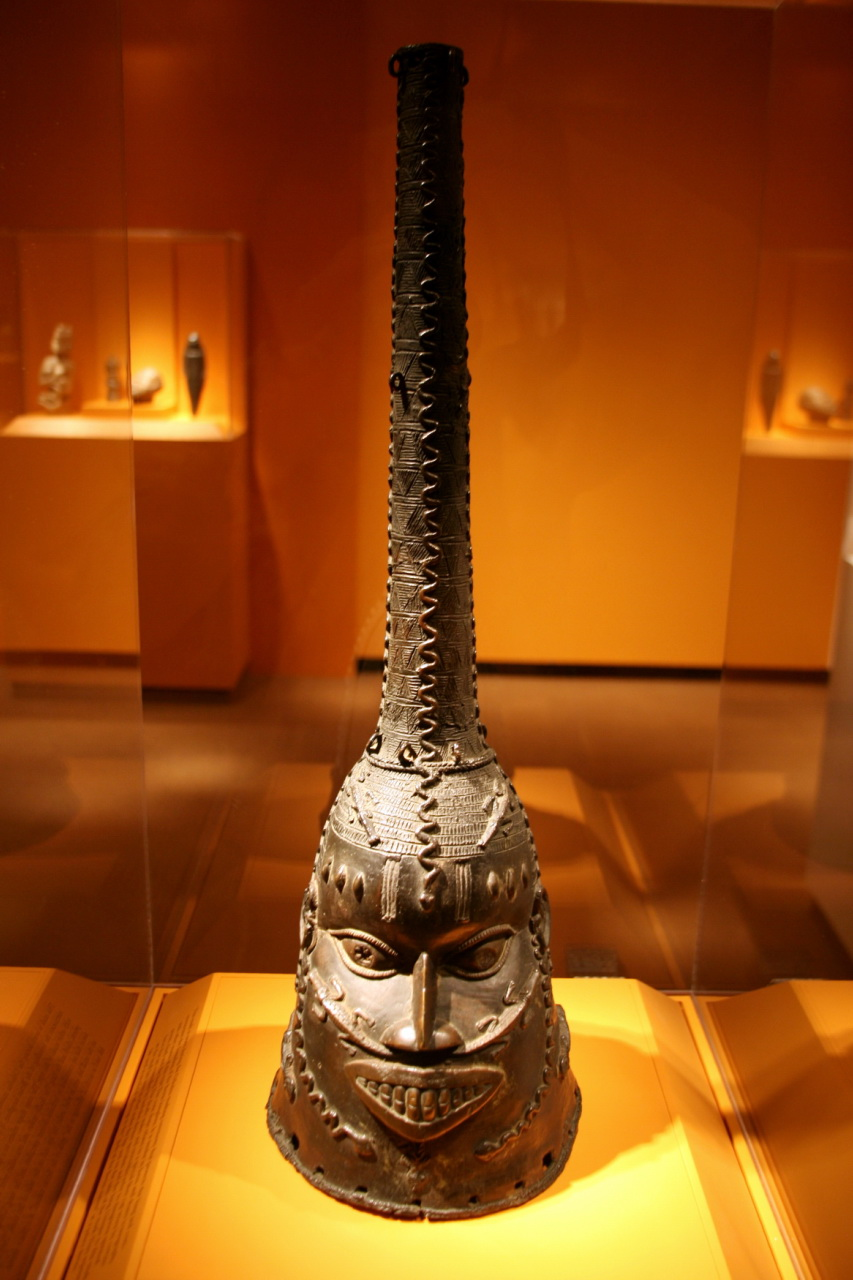
Masque (XVIIIe siècle).
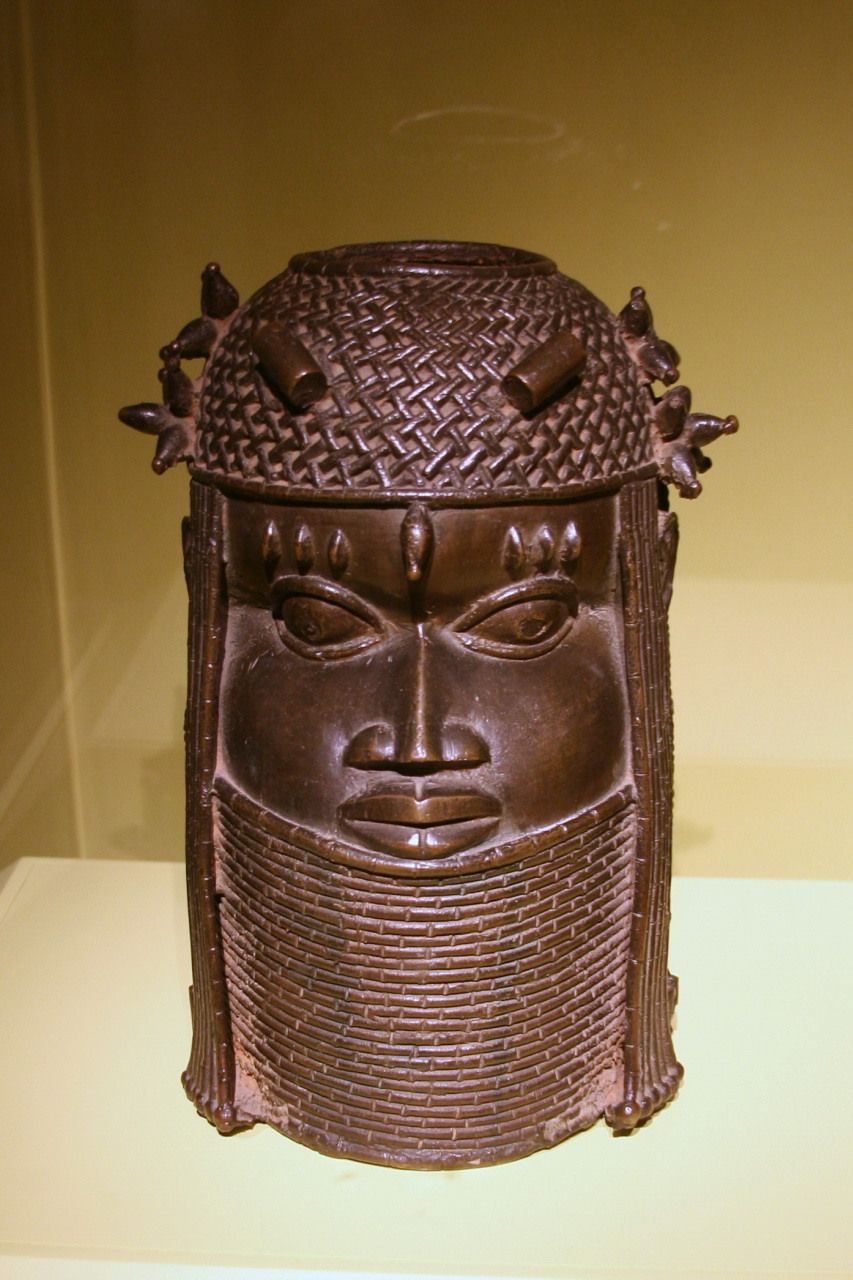
Oba, tête royale (XVIIIe siècle).
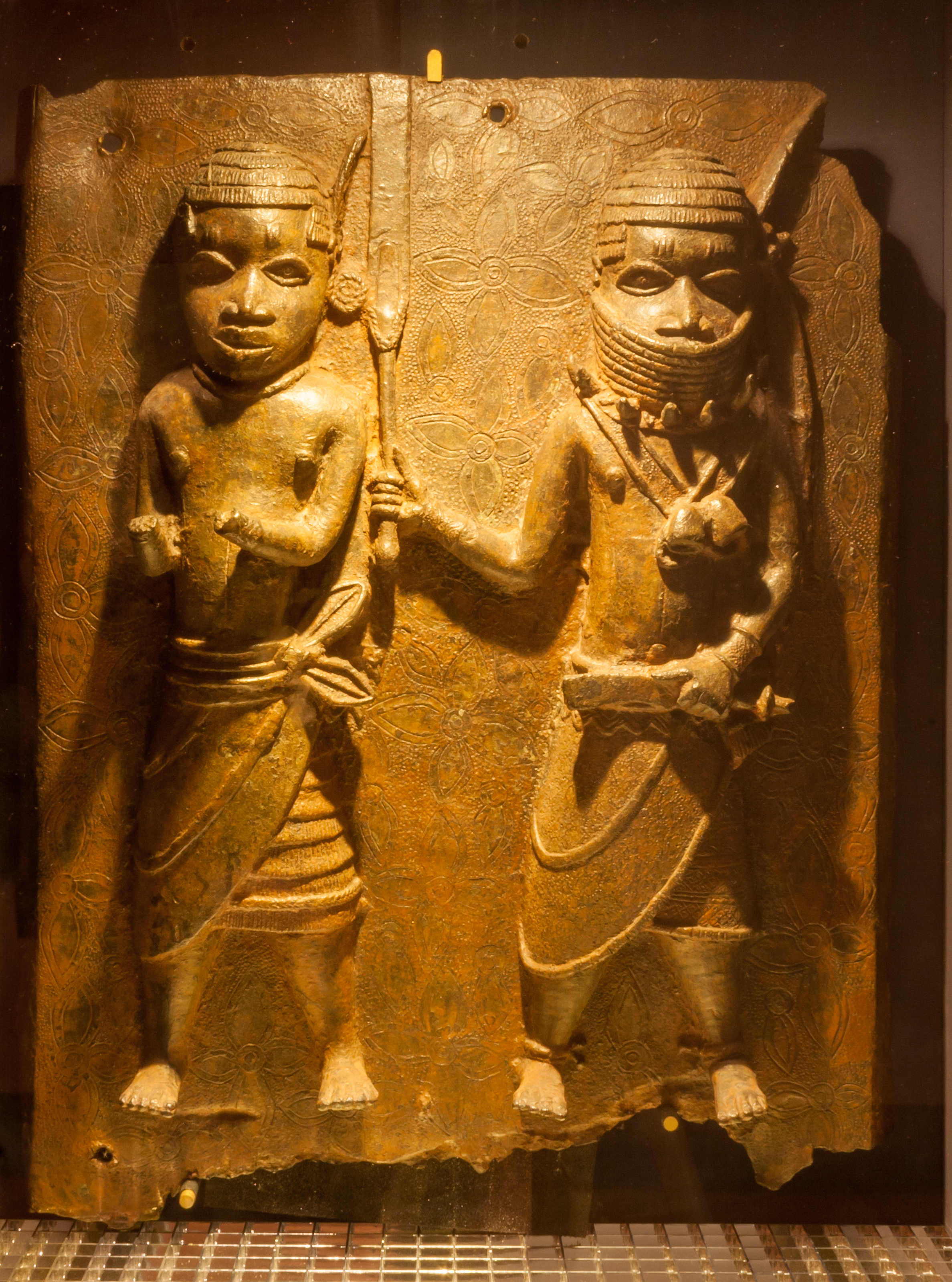
Plaque de bronze.

On retrouve également des défenses d'ivoire sculptées qui servaient lors de cérémonies. Les motifs symbolisent des mythes et légendes Edo et représentent le pouvoir de l'oba (« roi »). Parmi ces motifs, on retrouve des guerriers, des calebasses, des têtes d'animaux, des noix, des poissons, des crocodiles et souvent l'oba lui-même à la pointe de la défense. L'ivoire et sa blancheur évoquent la force, la longévité de l'éléphant ainsi que la pureté, la paix et la prospérité, attributs associés au roi.

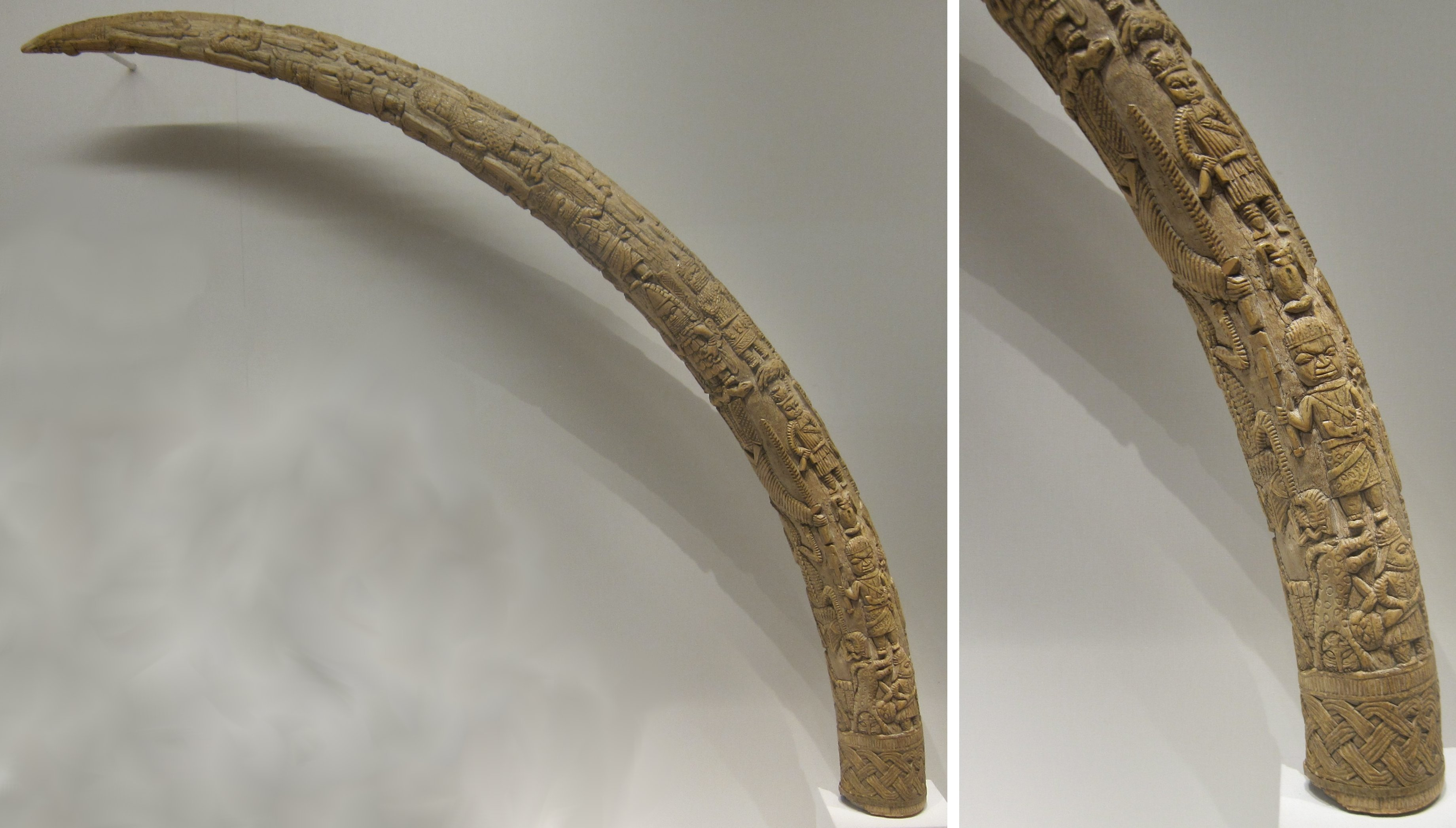
Défense sculptée Edo.

## Sport

### Arts martiaux
Le 3 mars 2019, Kamaru Usman, originaire d'Edo, remporte les championnats du monde des poids mi-moyens de MMA dans l’UFC 235, en battant l'américain Tyron Woodley.